# Pfarrkirche Hochfilzen

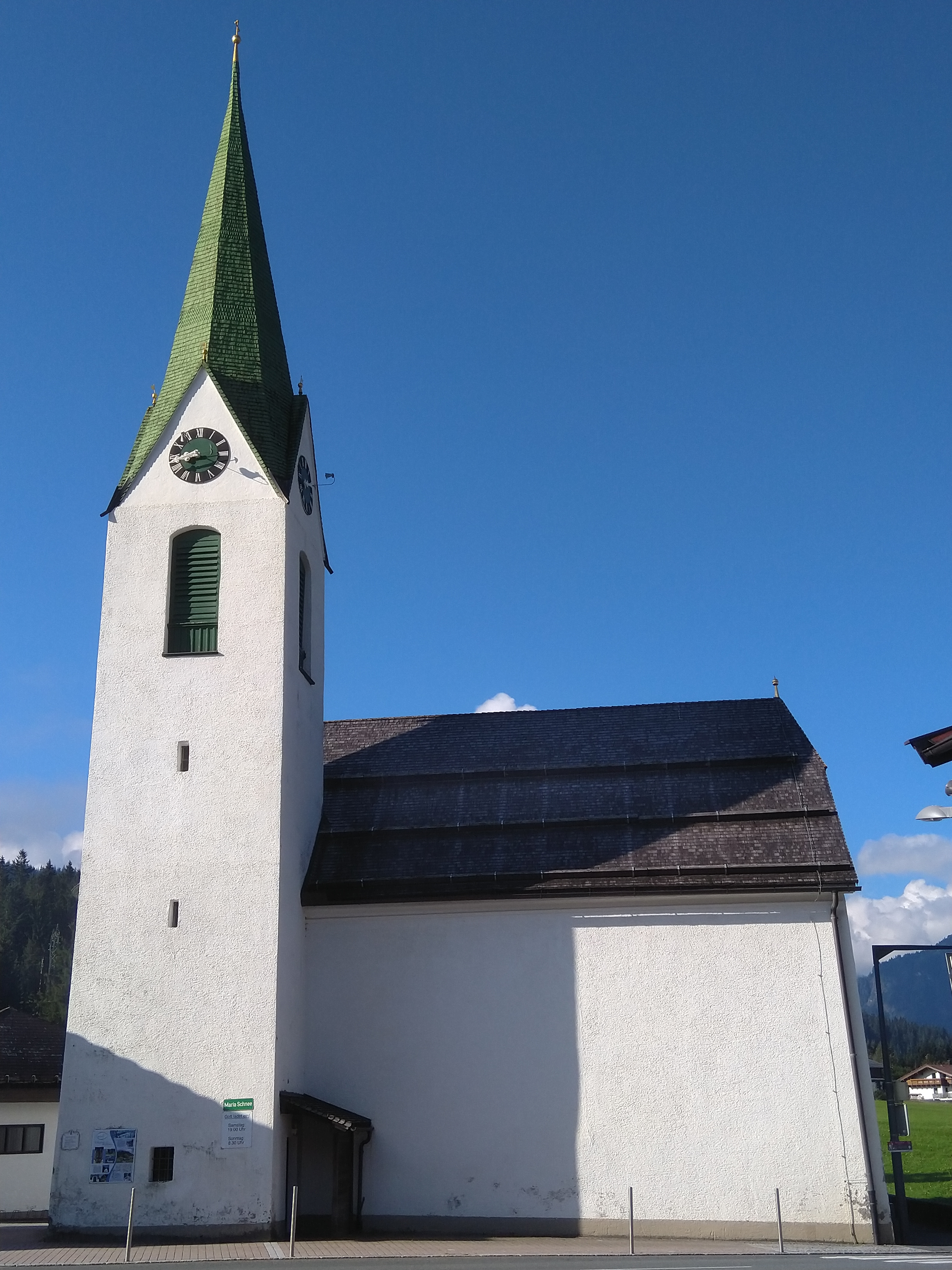
Pfarrkirche Maria Schnee von Norden

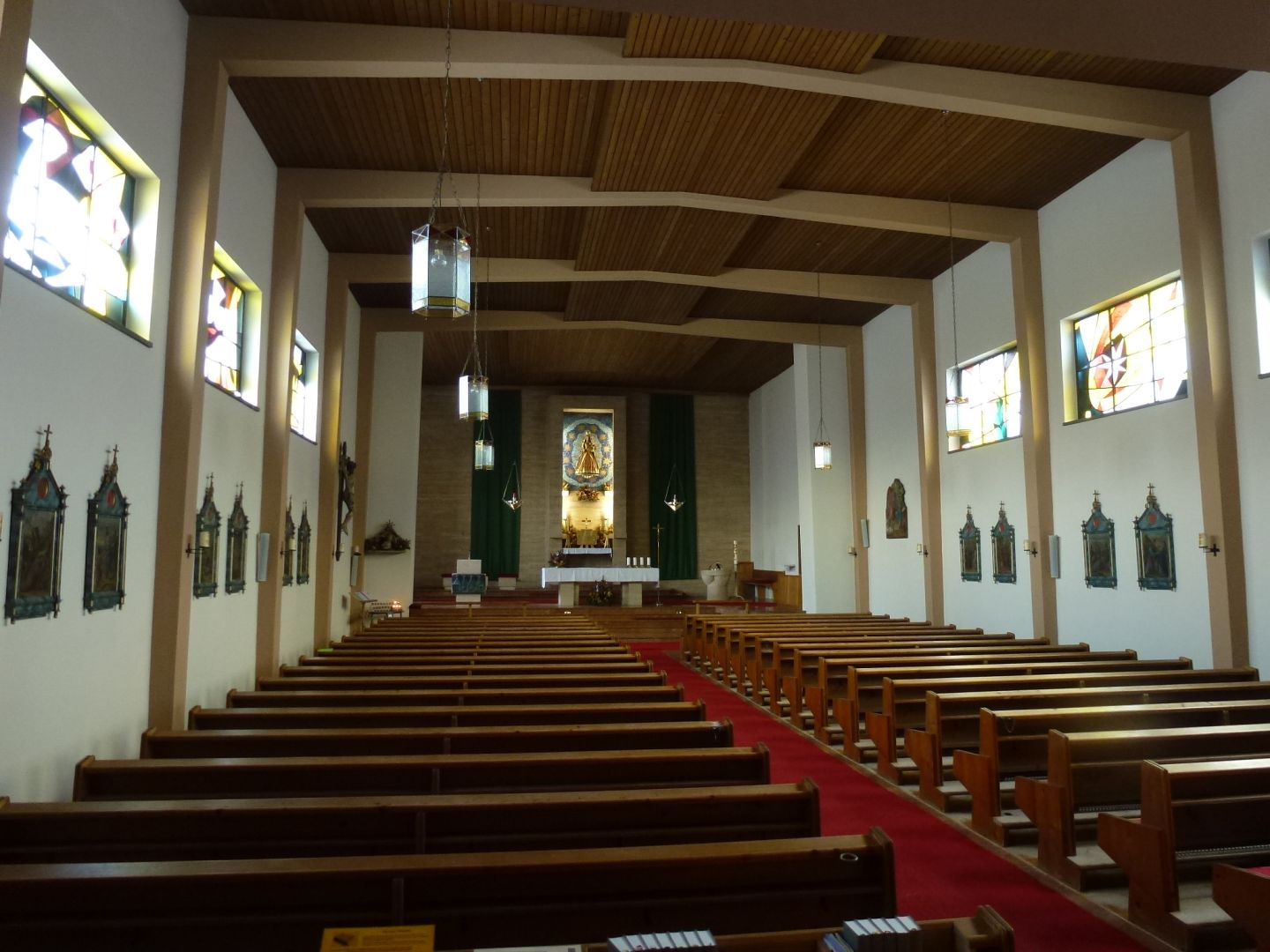
Langhaus, Blick zum Altarbereich

Die Pfarrkirche Hochfilzen steht an der Hauptstraße in der Gemeinde Hochfilzen im Bezirk Kitzbühel im Bundesland Tirol. Die dem Patrozinium Unsere Liebe Frau Maria Schnee unterstellte römisch-katholische Pfarrkirche gehört zum Dekanat St. Johann in Tirol in der Erzdiözese Salzburg. Die Kirche und der Friedhof stehen unter Denkmalschutz (Listeneintrag).

## Geschichte
Urkundlich wurde 1682 einen Wallfahrtskapelle genannt. 1745 erfolgte ein Neubau einer barocken Kirche. Von 1960 bis 1965 wurde die Kirche nach den Plänen des Architekten Walter Petrej umgebaut und erweitert. 1973 war eine Renovierung.

## Architektur
Der barocke Kirchenbau ist im Kern im Mauerwerk erhalten, das ehemalige Langhaus wurde in Richtung Altarraum mit einer flachen Holzdecke und Betonwandpfeilern versehen und an der Westwand mit Betonglasfenstern vom Maler Josef Widmoser umgestaltet. Der ehemalige rund schließende Chor dient heute als Sakristei. Der Turm mit einem Giebelspitzhelm aus 1928 steht an der Nordseite des Chores.